# Jan van Leefdael (1603-1668)
 Jan van Leefdael (1603-1668) was een Zuid-Nederlands tapijtwever.
Zijn atelier was werkzaam te Brussel tussen 1644 en 1668.

## Werken
Werken van hem hangen in Palazzo del Quirinale te Rome.
- RKD-Nederlands Instituut voor Kunstgeschiedenis: 426631
- Union List of Artist Names: 500114596
- Virtual International Authority File: 96534174